# بهکر
بهکر (به انگلیسی: Bhakkar) یک شهر در پاکستان است که در ناحیه بهکر واقع شده‌است. بهکر ۱۵۹ متر بالاتر از سطح دریا واقع شده‌است.